# Laurent Portuan
Laurent Portuan, född juli 1701 i Söderhamn, död 20 oktober 1770 i Katarina församling, Stockholm, var en svensk präst.

## Biografi
Laurent Portuan föddes 1701 i Söderhman. Han var son till kyrkoherden Martin Portuan i Hamrånge församling och Elisabeth Warg. Portuan blev 15 december 1715 student vid Uppsala universitet och avlade 4 juni 1728 magisterexamen. Han blev i maj 1730 kollega vid Stockholms trivialskola och prästvigdes 17 juni 1730. Portuan blev 4 april 1733 komminister i Katarina församling, tillträdde 1 maj 1733 och var från 1 maj 1737 till 30 april 1738 vice pastor i församling. Han avlade 30 augusti 1738 pastoralexamen och blev 7 maj 1752 kyrkoherde i Katarina församling, tillträde 1 maj 1752 och blev 19 maj 1752 assessor i Stockholms stads konsistorium. Portuan avled 1770 i Katarina församling, Stockholm.
Portuan var riksdagsman vid riksdagen 1765–1766.

### Familj
Portuan gifte sig 1733 med Brita Salner (1701–1781), dotter till regementspastorn Bengt Salner och Catharina Magdalena Elis. De fick tillsammans barnen Martin Portuan (1734–1747), Catharina Elisabeth Portuan (född 1736) och Eva Birgitta Portuan (född 1738).